# Het Proosse
Het Proosse was een leen dat door de graaf van Vlaanderen werd verleend aan de proost van de Sint-Donaaskerk in Brugge.

## Geschiedenis
Nadat de proost van Sint-Donaaskerk de erfachtig kanselier van Vlaanderen was geworden, beloonde de graaf hem voor zijn inspanningen en versterkte hij zijn positie en onafhankelijkheid door hem een uitgebreide heerlijkheid in leen toe te kennen. Het werd mettertijd een belangrijke heerlijkheid, die bestond uit enclaves in negen bestaande kasselrijen: Brugge, Brugse Vrije, Veurne, Sint-Winoksbergen, Broekburg, Kassel, Belle, Rijsel, Kortrijk en Gent-Oudburg.
Het leen bestond uit twee onderdelen:
- Het Proosse werd bestuurd door de proost van de Sint-Donaaskerk, bijgestaan door een college van 28 'redenaars' (in het Latijn 'rationarus' en gelijkwaardig aan schepenen in een gemeentebestuur), een functie die vanaf 1150 erfelijk werd. Hun college werd voorgezeten door een 'president' of baljuw. Vanaf de oprichting in 1562 van het bisdom Brugge was de bisschop automatisch proost van het Sint-Donaaskapittel. De uitvoerende macht was het Leenhof, dat bestond uit zeven redenaars. Daarnaast fungeerde de rechtbank of 'vierschaar' eveneens door zeven redenaars bemand.
- Het Kanunnikse en zijn vierschaar werd nominaal door de proost, maar in de praktijk door de deken van het kapittel en enkele kanunniken bestuurd.

Al deze besturen ressorteerden onder de 'Wetachtige Kamer van Vlaanderen' en beroep tegen hun beslissingen kon enkel worden aangetekend bij de Raad van Vlaanderen.
Beide organismen konden, net zoals een kasselrij, burgerschap toekennen. Een burger van Brugge was een 'poorter', die van het Brugse Vrije was een 'vrijlaat', die van het Proosse was een 'proostlaat' en die van het Kanunnikse een 'kanunniklaat'.
De vierschaar van het Proosse had volledige rechtsbevoegdheid en kon alle zaken, ook de zwaarste, behandelen en tot aan de doodstraf uitspreken. De redenaars waren tevens belast met de controle op de 'Spijker' in Brugge en alle betwistingen hieromtrent kwamen in eerste instantie bij hun vierschaar voor behandeling. De vierschaar van het Kanunnikse beperkte zich in criminele zaken tot onderzoeken, die vervolgens voor uitspraak aan het Proosse werden overgemaakt.
Het leenhof in Brugge bestuurde ook vijf ondergeschikte leenhoven, die van de proosdijen van Sint-Donaas in Veurne, Kassel, Belle, Sint-Winoksbergen en Rijsel. Ook de schepenbanken van die proosdijen hingen af van de Brugse proosdij. 
Criminelen die gezocht werden door het gerecht van Brugge of van het Brugse Vrije zochten soms hun heil door naar een eigendom in het Proosse te vluchten, waar de lokale politie geen toegang toe had.
Het Proosse had eigen fiscale bevoegdheid. Dit gaf aanleiding tot regelmatige, soms hevige disputen, met de omringende besturen, onder meer met de stad Brugge. Als het Proosse lagere taksen op gebruiksgoederen of lagere accijnzen op jenever en bier legde, maakte dit van zijn grondgebied een goedkope zone, waar onder meer kroegen zich graag vestigden. De ruzies en processen die hieruit volgden waren talrijk.

## In Brugge
Zowel het Proosse als het Kanunnikse waren zeer aanwezig in Brugge en vormden er volledige wijken, die werden aangeduid met grenspalen. Het Proosse trof men aan in zes en Het Kanunnikse in zeven van de Brugse stadsdelen.
Onder het Proosse vielen onder meer: het hospitaal van de Potterie, het complex dat bestond uit de Speipoort, de Koolkerkepoort en de Sint-Lenaertspoort, zes van de stadsmolens en verschillende woonwijken. Het Kanunnikse had op zijn grondgebied: de Waterhalle, het Steen, het landhuis van het Vrije, de Sint-Donaaskerk, het bisschoppelijk paleis, de Proosdij en de huizen van de kanunniken, de criminele griffie en de thesaurie van de stad Brugge, de Sint-Basiliuskapel, de Sint-Janskerk, de Sint-Christoffelkapel, de Sint-Pieterskapel, de refuge van de Sint-Baafsabdij, enz. Het Kanunnikse telde dus heel behoorlijk mee in de stad. De aanleidingen tot wrijvingen en disputen onder bestuurslichamen waren dan ook talrijk.  

## In het Brugse Vrije
In het Brugse Vrije bezat het Proosse enclaves in 36 parochies. De totale oppervlakte hiervan  bedroeg meer dan 3000 ha. Het kon soms over enkele weinige hectare gaan, maar soms ook over aanzienlijke oppervlakten. De drie voornaamste gebieden bevonden zich in Slijpe (780 ha), Sint-Kruis (327 ha) en Mannekensvere (261 ha). Bij de Proostlanden bevonden zich onder meer het vissersdorp Wenduine en de paardenmarkt van Jabbeke. Voor het innen van belastingen en heffingen waren de van het Proosse afhangende gronden ingedeeld in zes districten.
Het Kanunnikse regeerde in het Brugse Vrije over circa 800 ha, met enclaves verspreid over 28 gemeenten, vooral gelegen nabij Brugge en in de kustvlakte. Voor het innen van de belastingen waren ze ingedeeld in acht districten.

## In andere kasselrijen
Proostlanden bevonden zich - in mindere mate - ook in de volgende kasselrijen:
- Kassel, Bergen en Belle in Frans-Vlaanderen;
- Pollinkhove, Nieuwpoort, Lo en Reninge in de kasselrij Veurne-Ambacht;
- kleine enclaves in de kasselrijen Rijsel, Broekburg, Kortrijk,  Gent-Oudburg.